# Список об'єктів Світової спадщини ЮНЕСКО в Марокко
В списку об'єктів Світової спадщини ЮНЕСКО у Марокко налічується 9 найменувань (станом на 2014 рік).

## Список
| № | Зображення | Назва                                      | Розташування        | Час створення   | Рік внесення до списку | №                                                   | Критерії        |
| - | ---------- | ------------------------------------------ | ------------------- | --------------- | ---------------------- | --------------------------------------------------- | --------------- |
| 1 |            | Медина міста Фес                           | місто Фес           | 1276 рік        | 1981                   | 170 [Архівовано 24 грудня 2018 у Wayback Machine.]  | ii, v           |
| 2 |            | Медина міста Марракеш                      | місто Марракеш      | XII століття    | 1985                   | 331 [Архівовано 25 грудня 2018 у Wayback Machine.]  | i, ii, iv, v    |
| 3 |            | Ксар міста Айт-Бен-Хадду                   | місто Айт-Бен-Хадду | —               | 1987                   | 444 [Архівовано 25 грудня 2018 у Wayback Machine.]  | iv, v           |
| 4 |            | Історичне місто Мекнес                     | місто Мекнес        | VIII століття   | 1996                   | 793 [Архівовано 25 грудня 2018 у Wayback Machine.]  | iv              |
| 5 |            | Археологічна ділянка Волюбіліс             | —                   | —               | 1997                   | 836 [Архівовано 24 грудня 2018 у Wayback Machine.]  | ii, iii, iv, vi |
| 6 |            | Медина міста Тетуан                        | місто Тетуан        | —               | 1997                   | 837 [Архівовано 25 грудня 2018 у Wayback Machine.]  | ii, iv, v       |
| 7 |            | Медина міста Ес-Сувейра                    | місто Ес-Сувейра    | —               | 2001                   | 753 [Архівовано 25 грудня 2018 у Wayback Machine.]  | ii, iv          |
| 8 |            | Португальське місто Мазарґан (Ель-Джадіда) | місто Мазарґан      | —               | 2004                   | 1058 [Архівовано 25 грудня 2018 у Wayback Machine.] | ii, iv          |
| 9 |            | Рабат: сучасна столиця та стародавнє місто | місто Рабат         | XII—XX століття | 2012                   | 1401 [Архівовано 24 грудня 2018 у Wayback Machine.] | ii, iv          |